# Даллас/Форт-Верт (аеропорт)
Міжнародний аеропорт Даллас/Форт-Верт (IATA: DFW, ICAO: KDFW, FAA ідент. місц.: DFW) — провідний міжнародний аеропорт, що обслуговує агломерацію Даллас — Форт-Верт у штаті Техас, США. Це найбільший хаб для American Airlines, головний офіс якої розташований неподалік від аеропорту. 2017 рік був рекордним для DFW, оскільки аеропорт зміг обслужити 67 092 194 пасажирів.
Це 4 найзавантаженіший аеропорт світу за кількістю злетів-посадок та 15 за пасажирообігом у першій половині 2018 року. Це найзавантаженіший аеропорт у штаті Техас, як за пасажирськими перевезеннями, так і за кількістю злетів-посадок. Це дев'ятий найзавантаженіший міжнародний шлюз у Сполучених Штатах і другий у Техасі. Маючи майже 900 щоденних рейсів American Airlines, DFW — другий за величиною авіаційний хаб у світі та США, після центру Delta в Атланті.
Займаючи площу 6963,4 га, DFW є другим за величиною аеропортом за площею в США, після міжнародного аеропорту Денвера.
Розташований приблизно по центру між великими містами Даллас і Форт-Верт, DFW розташований в округах Даллас і Таррант, і включає в себе частини Ірвінга, Ейлеса, Грейпвайна та Коппелла. Він має власний поштовий індекс та поштовий сервіс США («DFW Airport, TX»), а також власні поліцейські, пожежні та невідкладні медичні послуги. Члени ради директорів аеропорту призначаються «власниками міст» Далласа та Форт-Верта, де учасники, що не мають права голосу, обираються з чотирьох сусідніх міських аеропортів.
Станом на квітень 2019 року Аеропорт DFW обслуговує 249 напрямки, у тому числі 62 міжнародних та 187 внутрішніх напрямків у межах США. Перевершуючи 200 напрямків, DFW приєдналвся до невеликої групи аеропортів у всьому світі з цією відмінністю.

## Історія

### Планування
Ще в 1927 році, до того, як у районі був аеропорт, Даллас запропонував спільний аеропорт із Форт-Вертом. Форт-Верт відхилив цю пропозицію і таким чином кожне місто відкрило власний аеропорт, Даллас-Лав-Філд і Форт-Верт-Мічем-Філд, кожен з яких мав регулярні авіаперевезення. 
У 1940 році Адміністрація цивільної авіації виділила 1,9 мільйона доларів на будівництво регіонального аеропорту Даллас/Форт-Верт. American Airlines і Braniff Airways уклали угоду з містом Арлінгтон, щоб побудувати там аеропорт, але уряди Далласа і Форт-Верта не погодилися з його будівництвом, і проект був залишений в 1942 році. Після Другої світової війни Форт-Верт анексував ті території та збудував Амон Картер-Філд за допомогою American Airlines. У 1953 році Форт-Верт переніс свої комерційні рейси з Мічем-Філду до нового аеропорту, який розташовувався за 19 км від Лав-Філду. У 1960 році Форт-Верт придбав Амон Картер-Філд і перейменував його у Великий Південно-Західний міжнародний аеропорт (GSW), намагаючись конкурувати з аеропортом Далласа, але трафік GSW продовжував знижуватися по відношенню до Даллас-Лав-Філду. До середини 1960-х років Форт-Верт обслуговував 1% авіаперевезень Техасу, а Даллас - 49%, що призвело до фактичної відмови від GSW. 
Пропозиція щодо спільного аеропорту була переглянута в 1961 році після того, як Федеральне управління цивільною авіацією (FAA) відмовилася інвестувати більше грошей в окремі аеропорти Далласа і Форт-Верта. Незважаючи на те, що аеропорт Форт-Верт був зрештою занедбаний, Даллас-Лав-Філд став перевантаженим і більше не було місця для розширення. Після наказу федерального уряду в 1964 році, що в односторонньому порядку виберуть ділянку, якщо міста не зможуть домовитися, офіційні особи двох міст нарешті домовилися про місце для нового регіонального аеропорту, що знаходиться на північ від покинутого GSW і майже рівновіддалене від двох мегаполісів. Земля була куплена містами в 1966 році і будівництво почалося в 1969 році. 
Виборці пішли на вибори в містах по свій території Даллас/Форт-Верту, щоб затвердити новий регіональний аеропорт Північний Техас, який був названий на честь Комісії Північного Техасу, яка була важливою в регіональному аеропорту. Комісія Північного Техасу сформувала Комісію аеропорту Північного Техасу, щоб контролювати планування та будівництво гігантського аеропорту. За результатами референдуму, новий регіональний аеропорт Північного Техасу вирішено побудувати.
Згідно з оригінальним дизайном аеропорту 1967 року, DFW мав мати пірсові термінали, перпендикулярні до центрального шосе. У 1968 році проект був перероблений, щоб забезпечити напівкруглі термінали, які служили для ізоляції вантажно-розвантажувальних ділянок від центрального шосе, а також для забезпечення додаткового місця для паркування в середині кожного півкола. План запропонував тринадцять таких терміналів, але спочатку було збудовано лише чотири.

### Відкриття та операції
DFW проводив церемонію відкриття з 20 по 23 вересня 1973 року, яка включала першу посадку надзвукового Concorde у Сполучених Штатах, літак Air France на маршруті з Каракаса до Парижа. Учасники відкриття аеропорту включали колишнього губернатора Техасу Джона Конналі, секретаря з транспорту Клода Брінегар, сенатора США Ллойда Бентсена і губернатора Техасу Дольфа Бріско. Аеропорт відкрився для комерційної служби як Регіональний аеропорт Даллас/Форт-Верт 13 січня 1974, загальна сума витрат становила 700 мільйонів доларів. Першим рейсом в аеропорту був рейс 341 American Airlines з Нью-Йорка, який зупинився в Мемфісі і Літл-Році. Назву було змінено на Міжнародний аеропорт Даллас/Форт-Верт у 1985.
Коли він відкрився, DFW мав чотири термінали, пронумеровані 2W, 2E, 3E і 4E.  Протягом першого року діяльності аеропорт обслуговувалися авіакомпаніями American Airlines, Braniff International Airways, Continental Airlines, Delta Air Lines, Eastern Air Lines, Frontier Airlines, Ozark Air Lines, Rio Airways і Texas International Airlines .  Поправка Райт 1979 року заборонила далекі авіаперевезення з Лав-Філду залишивши Southwest Airlines як єдину авіакомпанію, що обслуговує аеропорт і працюючи виключно як внутрішньодержавний авіаперевізник у Техасі.
Braniff International Airways були основним оператором на DFW в перші роки аеропорту, працював хаб біля Терміналу 2W для міжнародних рейсів до Південної Америки та Мексики з 1974 року, до Лондона з 1978 і до Європи й Азії з 1979 до припинення всіх перевезень у 1982. Під час епохи Braniff DFW був одним з чотирьох американських аеропортів, які обслуговували Concorde; Braniff розпочав обслуговування Concorde з Далласу до Вашингтону з 1979 по 1980, використовуючи літаки British Airways і Air France тимчасово перереєстровані в Braniff під час польотів у Сполучених Штатах. Пізніше British Airways ненадовго замінили звичайну планову службу DC-10 на Concorde. 
Слідом за дерегуляцією авіакомпанії, компанія American Airlines (яка вже багато років була одним з найбільших перевізників, що обслуговували агломерацію Даллас/Форт-Верт) створила свій перший хаб у DFW 11 червня 1981 року. American закінчили перенесення своєї штаб-квартири з Гранд-Прері до будівлі у Форт-Верті, розташованої на місці старого Великого Південно-Західного аеропорту, недалеко від аеропорту DFW 17 січня 1983 року; авіакомпанія почала орендувати об'єкт. До 1984 року хаб American  зайняв більшу частину терміналу 3E і частину терміналу 2E. Хаб American зміг заповнити весь термінал 2E до 1991 року. American також розпочали міжнародні перевезення на великі відстані з DFW, додавши рейси до Лондона в 1982 році і Токіо в 1987 році.
Компанія Delta Air Lines також побудували хаб у DFW, який займав більшу частину терміналу 4E до 1990-х років. Хаб Delta досяг максимуму близько 1991 року, коли Delta обслуговували 35% пасажирів DFW; їх частка була скорочена вдвічі до 2004 року, після того, як багато з їх магістральних маршрутів були знижені до більш частого регіонального сервісного обслуговування в 2003 році. Delta закрила свій хаб у DFW у 2004 році в рамках реструктуризації авіакомпанії, щоб уникнути банкрутства, скоротивши свої перевезення в DFW лише на 21 рейс на день з більш ніж 250 і перенаправляючи літаки в центри в Цинциннаті, Атланту і Солт-Лейк-Сіті. До закриття, Delta мала частку ринку 17.3%.  Після закриття хабу Delta, DFW запропонував Southwest Airlines перенести свої рейси до DFW із Лав-Філду, але Southwest, як і раніше, вирішили залишитися в Лав-Філді. 

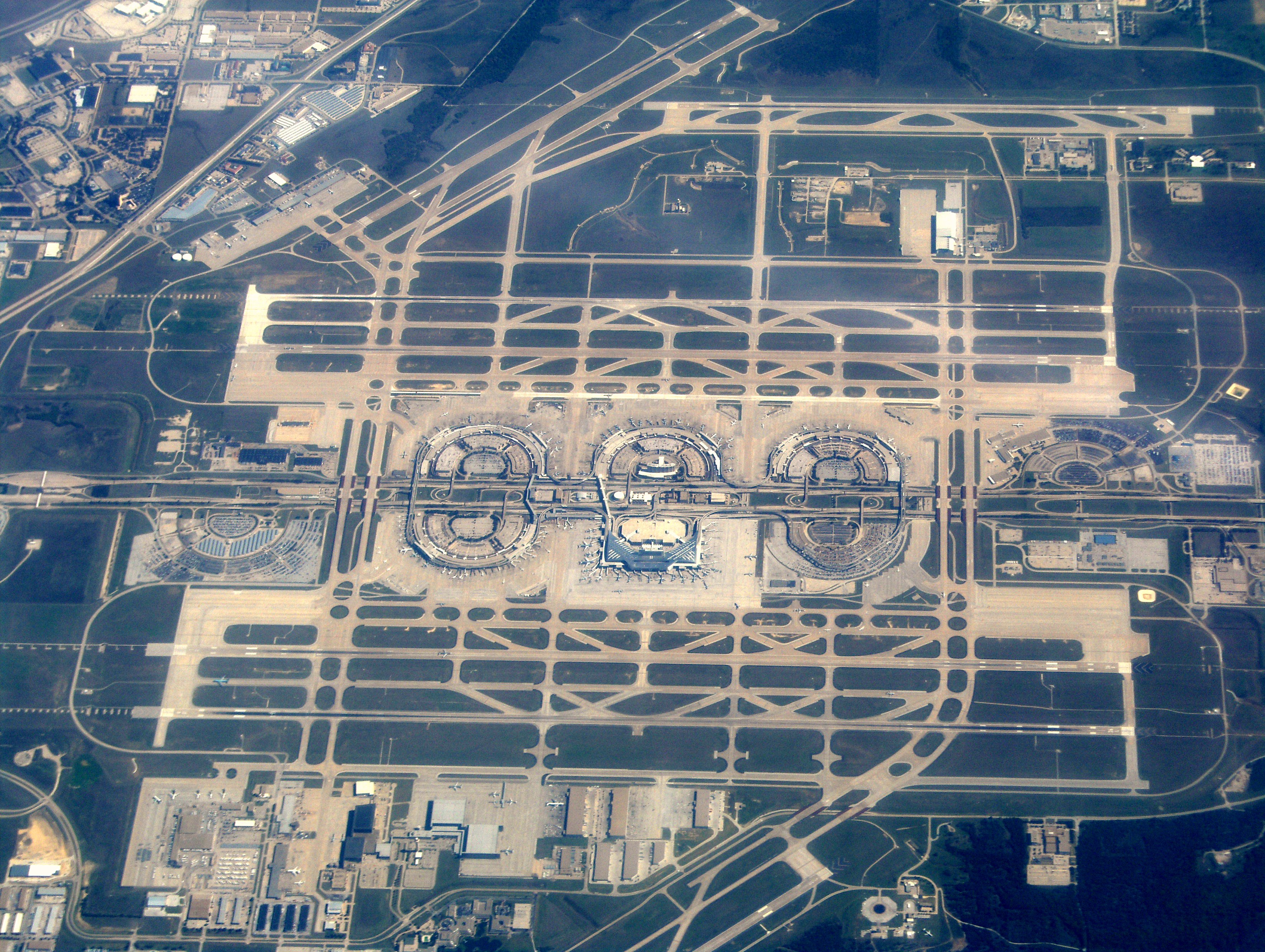
DFW з висоти пташиного польоту в 2007 році

У 1989 році адміністрація аеропорту оголосила про плани відновити існуючі термінали і додати дві злітно-посадкові смуги. Після того, як в наступному році було опубліковано дослідження впливу на навколишнє середовище, міста Ірвінг, Ейлесс і Грейпвайн подали в суд на аеропорт через його плани розширення. Битва була остаточно вирішена (на користь аеропорту) Верховним Судом США у 1994 році. Сьома злітна смуга відкрита в 1996 році. Чотири перші злітно-посадочні смуги північ-південь (найближчі до терміналів) були подовжені від 3471 м  до їх нинішньої довжини 4084 м. Перша, 17R/35L, була подовжена в 1996 році (в той же час нова злітна смуга була побудована), а інші три (17C/35C, 18L/36R і 18R/36L) були подовжені в 2005 році. Зараз DFW є єдиним аеропортом у світі, який має 4 постійні прокладені злітно-посадкові смуги довжиною більше 4000 метрів. 
Термінал D, побудований для міжнародних польотів, і DFW Skylink, сучасна двонаправлена система переміщення людей, відкрита в 2005 році.
З 2004 по 2012 рік DFW був одним із двох пунктів допомоги армії США, які приймали війська США, що поверталися з війни в Іраку та Афганістані для відпочинку та оздоровлення. Це закінчилося 14 березня 2012 року, коли всі війська почав приймати лише Міжнародний аеропорт Гартсфілд-Джексон в Атланті.
Міжнародна Рада Аеропортів (ACI) назвали аеропорт "Найкращим великим аеропортом із більш ніж 40-мільйонним пасажирообігом у Північній Америці для задоволення пасажирів у 2016 році
У червні 2018 року аеропорт DFW відкрив повністю функціонуючу аварійну кімнату на території аеропорту, розташовану в Southgate Plaze біля штаб-квартири аеропорту і центру оренди автомобілів.

### Майбутнє
Оскільки DFW продовжує зростати і встановлювати рекорди, аеропорт вивчає можливість створення шостого терміналу, який буде відомий як термінал F. Він буде орієнтовно розташований на південь від терміналу D і через Міжнародний Паркінг від терміналу E, в районі паркінгу Express South. Skylink був спроектований і побудований для розміщення терміналу F, так як доріжка йде приблизно по напівкруглому шляху над парковкою, подібно до її шляху через інші термінали. Проте в даний час ведуться дискусії між аеропортом та його найбільшим орендарем, American Airlines, щодо того, чи потрібно будувати Термінал F, як було заплановано раніше або побудувати абсолютно новий термінал.

## Термінали

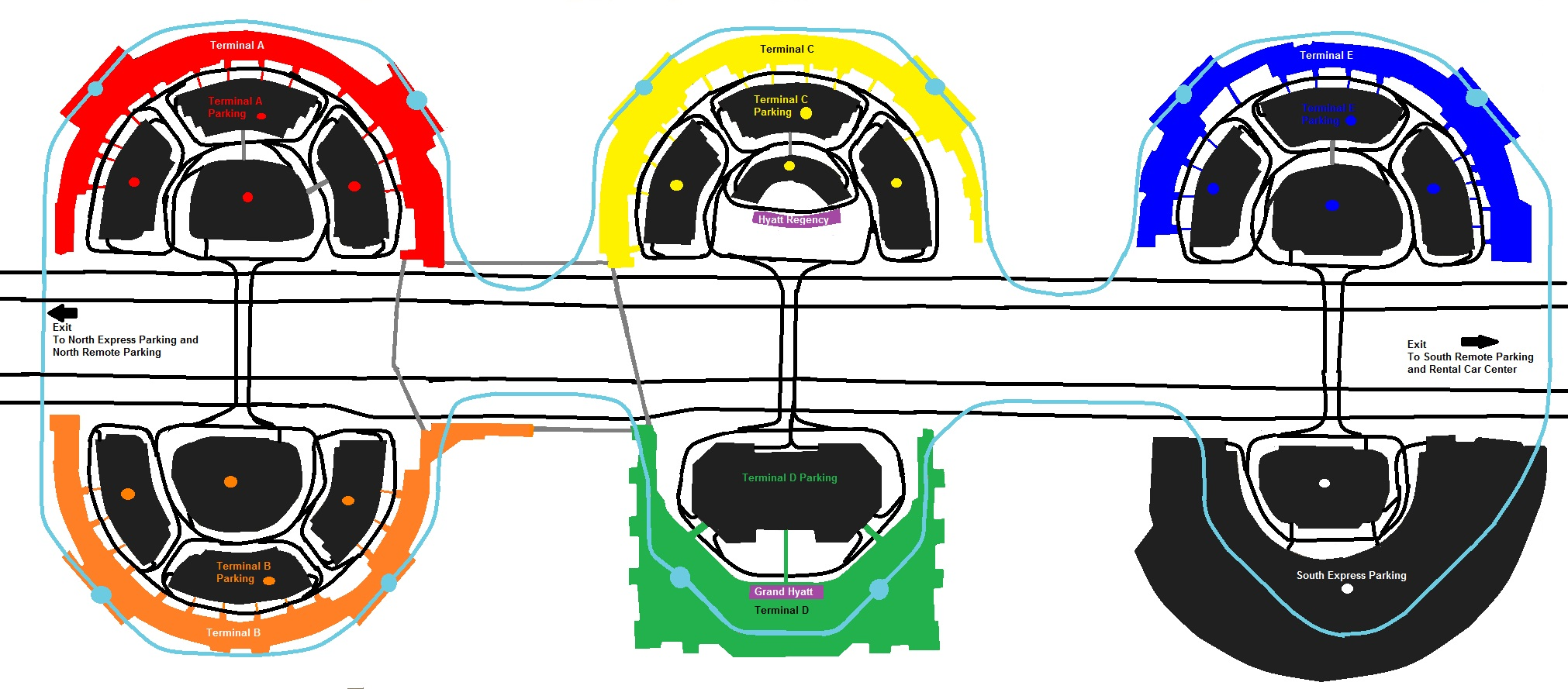
Карта терміналів аеропорту Даллас — Форт-Верт

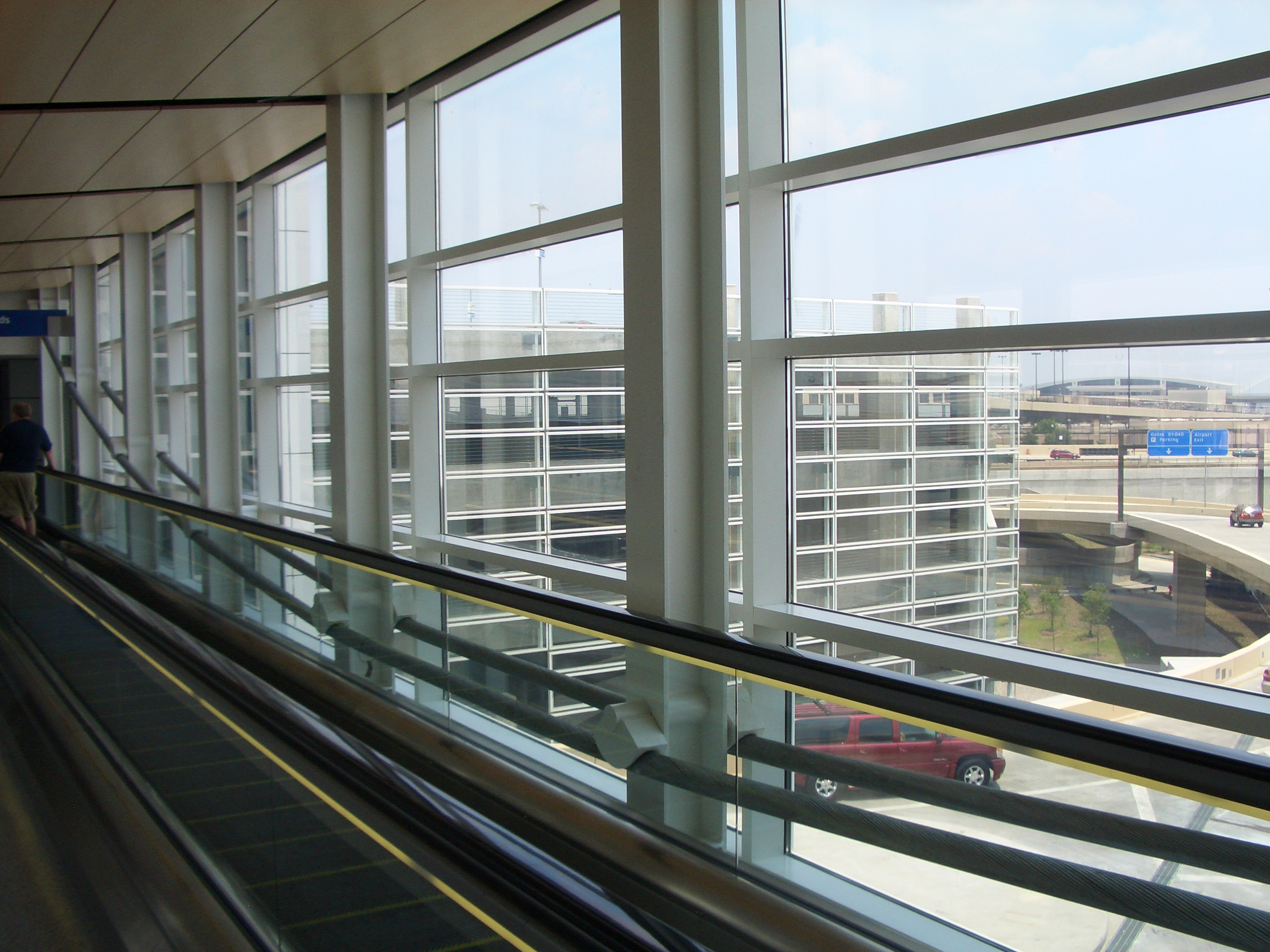
Пасажирський Skybridge, що з'єднує термінал D та гараж для стоянки

Міжнародний аеропорт Даллас — Форт Верт має п'ять терміналів та 165 воріт. Аеропорт розроблений з урахуванням розширення і може теоретично вмістити до тринадцяти терміналів і 260 воріт, хоча цей рівень розширення навряд чи буде досягнутий у найближчому майбутньому. Перші чотири термінали були розроблені Hellmuth, Obata and Kassabaum і Brodsky, Hopf & Adler.
Термінали в DFW — напівкруглі (за винятком новітнього термінала, терміналу D, який має форму «квадратної U») і побудований навколо центральної артеріальної дороги з півночі на південь, International Parkway. До кінця 1990-х років вони були позначені числами (2 — найпівнічніший, 4 — найпівденніший) та буквою («E»  — ,східний «W» — західний). Ця система була пізніше відокремлена, а термінали тепер позначаються літерами від A до E. Термінали A, C і E (з півночі на південь) знаходяться на східній частині аеропорту, тоді як термінали B та D (з півночі на південь) з західного боку.
Термінали DFW призначені для мінімізації відстані між автомобілем пасажира та літаком, а також для скорочення трафіку навколо терміналів. Наслідком цього макета є те, що для з'єднання пасажирів потрібно було ходити надзвичайно довгими шляхами між воротами (щоб пройти від одного кінця напівкруглої вишки до іншої, потрібно пройти всю довжину, не було ярликів або рухомих доріжок між кінцями) Оригінальний переносний поїзд (Airtrans APM, пізніше American Airlines TrAAin) був загальновідомо повільний (27 км/год)), односторонній (працює тільки проти годинникової стрілки) і знаходився поза захищеною зоною (що вимагає від мандрівників знову пройти безпеку). В квітні 2005 року вона була замінена Skylink, після того, як обслуговує близько 250 мільйонів пасажирів. Skylink обслуговує всі п'ять терміналів на значно більш високій швидкості (до 56 миль/год (56 км/год)), є двонаправленим і розташований всередині захищеної зони.
Аеропорт DFW майже завершив програму «Відновлення та вдосконалення терміналів» (TRIP), яка охоплювала реконструкцію трьох вихідних чотирьох терміналів (A, B та E). Весь проект коштує близько $2.7 мільярдів . Робота над проектом розпочалася після виведення Super Bowl XLV в лютому 2011 року. Термінал А був першим терміналом, який пройшов ці ремонтні роботи, які були завершені в січні 2017 року вартістю близько 1 мільярда доларів. Потім завершили термінал Е в серпні 2017 року, а термінал В — у грудні 2017 року. Хоча термінал C спочатку був частиною багатомільярових ремонтних робіт, American Airlines в 2014 році просили затримати реконструкцію терміналу. В даний час доля терміналу C невизначена з можливим будівництвом майбутнього терміналу F та необхідності American Airlines на пропуск воріт. Аеропорт також завершив реконструкцію терміналу D на суму 2,8 мільйони доларів США для розміщення двоповерхового Airbus A380.

### Термінал A

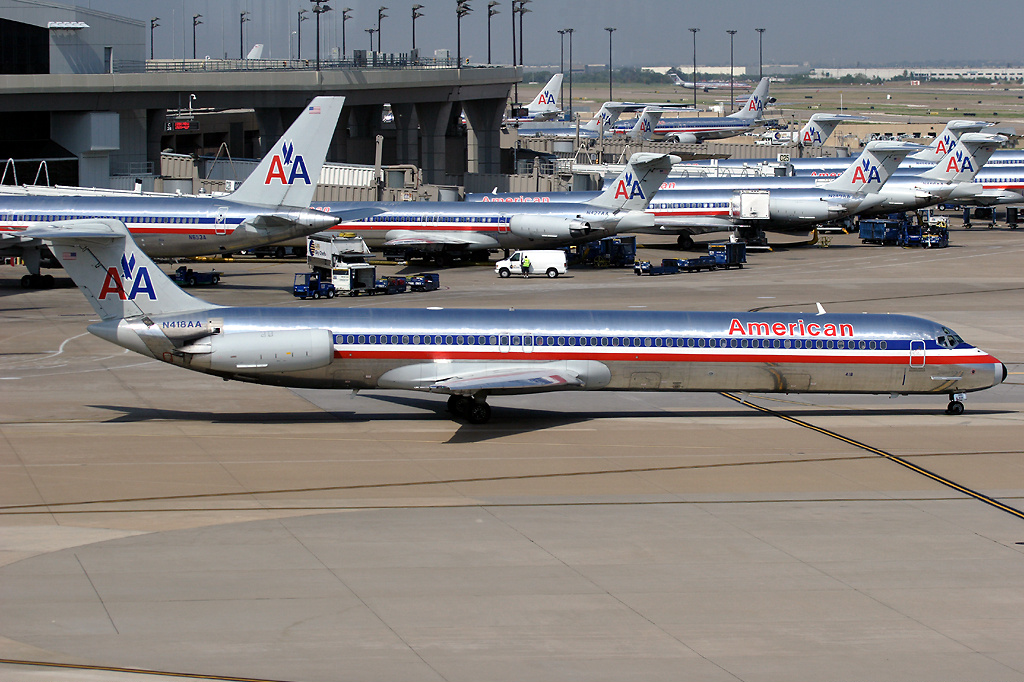
American Airlines літаки в аеропорті в 2005 році

Термінал А (спочатку називався «Термінал 2E») повністю зайнятий American Airlines для внутрішніх рейсів та деяких міжнародних вильотів. До відкриття терміналу D термінал А експлуатував більшість міжнародних рейсів American Airlines в аеропорту.
Супутниковий термінал (раніше називався супутниковим терміналом А2) поблизу терміналу А був використаний через обмеження кількості воріт. Пасажирів відвозили на супутник через автобуси з воріт A6. Супутниковий термінал A2 (ворота A2A-A2N) був залишений у 2005 році, коли всі рейси American Eagle були перенесені в термінали B та D. Він тепер служить корпоративним авіаційним терміналом для приватних та корпоративних літаків. Відкритий у грудні 2010 року.
Термінал А використовується в основному для американських Airbus A321, а також для операцій Boeing 737 і 757, хоча термінал має ворота, здатні обробляти літаки розмірів до Boeing 777. Admirals American Airlines Club розташований за воротами A24.
За станом на січень 2017 р. Завершено реконструкцію терміналу А.
Термінал А має 26 воріт: A8-A29 і A33-39.

### Термінал B
До цього термінал називався «Термінал 2W», коли був відкритий аеропорт. Він був зайнятий компанією Braniff International Airways, яка була найбільшою перевізницею, яка відкрила DFW в 1974 році. Бранфіф була її головним мешканцем до травня 1982 року. До початку 90-х термінал 2W розмістив більшість перевізників, крім American і Delta. До відкриття терміналу D всі оператори з міжнародними авіарейсами працювали з цього терміналу. AirTran Airways, Frontier Airlines, Midwest Airlines та US Airways (включаючи колишні American West Airlines) перейшли до терміналу E в 2006 році. 13 грудня 2009 року United переїхав до терміналу E, щоб приєднатись до свого нового партнера (і згодом злиття) партнера Continental, на якому American Eagle стала єдиним оператором в терміналі B. Admirals American Airlines Club знаходиться біля воріт B3.
Поряд з поліпшеннями TRIP, 10 кінцеві ворота від терміналу В було побудовано між воротами B28 та B33, щоб забезпечити зростання. Стінгер робить термінал B найбільшим терміналом у DFW за кількістю воріт.
Термінал В має 47 воріт: B1-B3 (FIS необов'язковий), B4-B12, B14-B22, B24-B29, B30-B39 (північний стінгер) і B40-B49.

### Термінал C
American Airlines експлуатують всі ворота на терміналі C, який спочатку називався «Термінал 3E», для внутрішніх рейсів. У цьому терміналі розміщені американські MD-80, кілька В767, і їхні A319. Admirals American Airlines Club розташований за воротами C20. Готель Hyatt Regency DFW Airport розташований безпосередньо поруч із цим терміналом. Двоповерховий готельний корпус стояв біля International Parkway, але був зруйнований для будівництва терміналу D.
Термінал C ще не розпочав свої покращення в TRIP. Керівник аеропорту DFW Шон Донох веде переговори з American Airlines щодо майбутнього терміналу C. Вони будуть або руйнувати його після того, як майбутній термінал F буде завершений, або реконструювати та зберігати його для інших перевізників, тому American Airlines та іншим авіакомпаніям не доведеться відмовитися від воріт простору.
Термінал С має 28 воріт: С2-С4, С6-С8, С10-С12, С14-С17, С19-С22, С24, С26-С31, С33, С35-С37 і С39.

### Термінал D (Міжнародний)

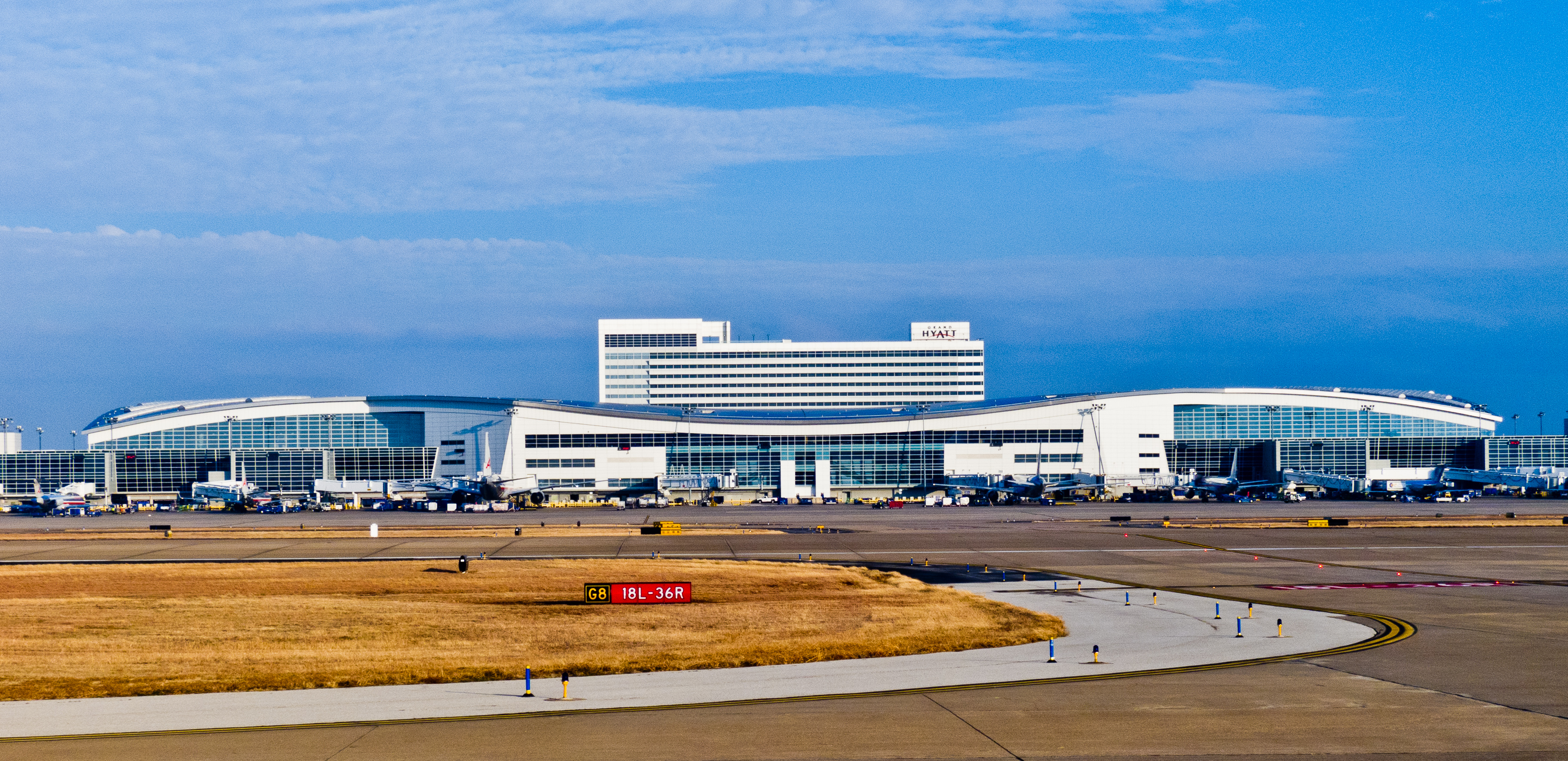
Міжнародний термінал D та готель Grand Hyatt DFW (центр).

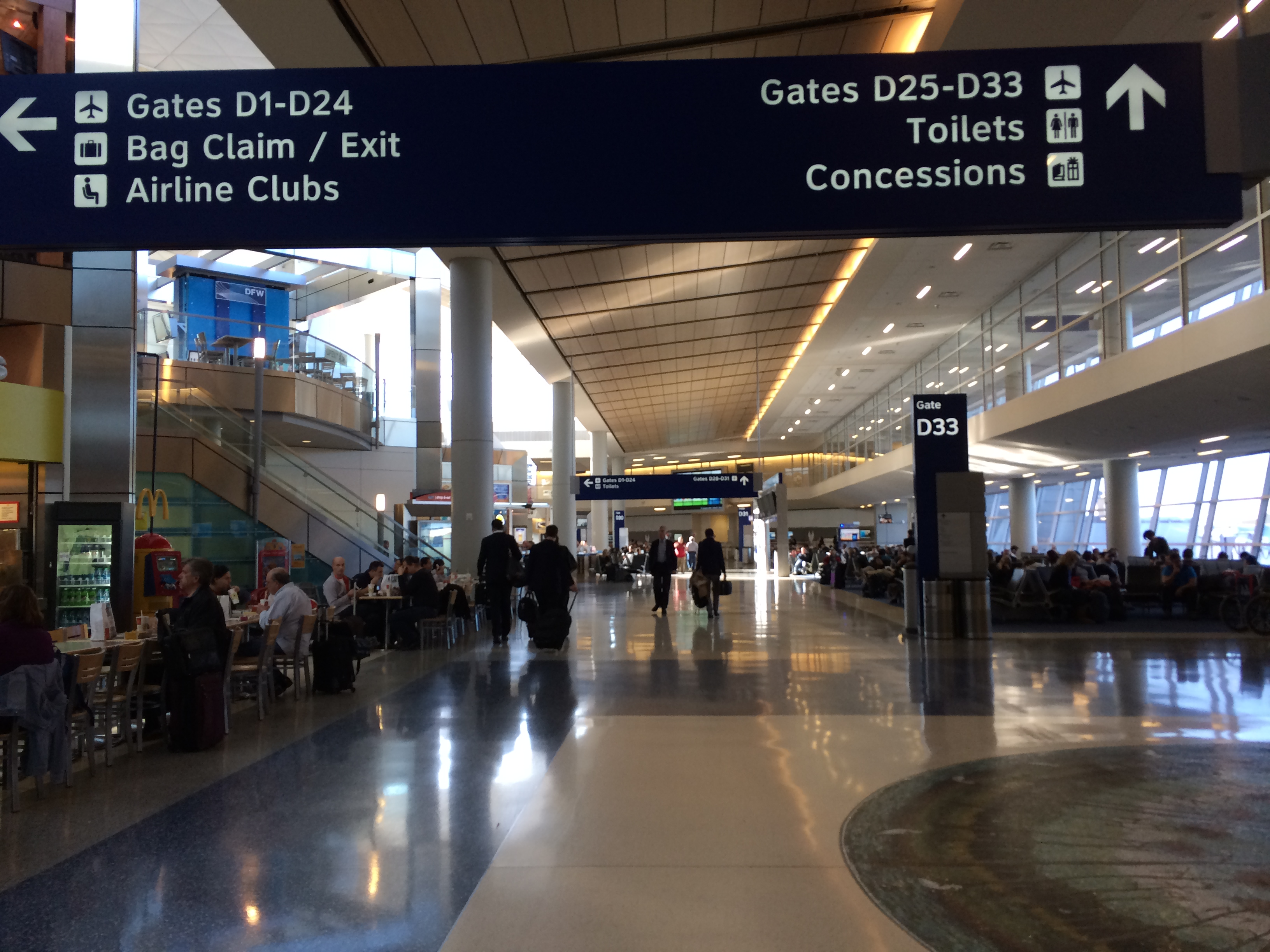
Інтер'єр терміналу D.

Міжнародний термінал D — об'єкт площею 186 000 м2, здатний обслуговувати 32 000 пасажирів на добу або 11,7 млн щороку. Термінал має 200 місць продажу квитків та федеральний інспекційний об'єкт, здатний обслуговувати 2800 пасажирів на годину. Концесійні ділянки складаються з роздрібної торгівлі площею 9 290 м2, включаючи багато ресторанів та магазинів. Термінал офіційно відкритий 23 липня 2005 року.
Восьмирівнева парковка нараховує понад 8100 паркувальних місць і використовує Smart Technology System, яка дозволяє гостям дізнатись, які поверхи є повними. Кондиціоновані підйомні майданчики з рухомими доріжками та ліфтами з'єднують парковку з терміналом, а на даху оберігає пішоходів від нестабільної погоди, коли вони входять і виходять з терміналу.
Готель 298 номерів Grand Hyatt DFW безпосередньо підключений до терміналу. Крім того, на терміналі D розміщений готель Minute Suites, розташований всередині системи безпеки.
Admirals American Airlines Club розташований за воротами D24. У воротах D21 розташована British Airways Lounge, Korean Air Lounge, Lufthansa Lounge та Qantas Business-Longe. American Express Centurion розміщений у воротах D17.
Emirates Airline Boeing 777-200LR припарковані на терміналі D.
Інавгураційний рейс Qantas Airbus A380 припаркований на реконструйованих воротах 15, 16 і 16X терміналу Д.
3 квітня 2014 року генеральний директор аеропорту DFW Шон Донхоу оголосив, що авіакомпанія «Емірати» буде модернізувати свої послуги з Boeing 777-200LR до Airbus A380 з 1 жовтня 2014 року. Проте через невисокий попит на пасажири Емірати тимчасово повернулися до 777 Лютий 2016 р., З планами реконструкції до A380 у вересні. Тим не менш, Emirates ніколи не переключився на A380 наступним, що, продовжуючи рейси з 777-300ER.
7 травня 2014 року компанія Qantas оголосила про поновлення сервісу A380 з 29 вересня 2014 року. а аеропорт оголосив, що ворота 15 та 16 реконструйовані для розміщення A380 в очікуванні нової служби. Термінал D був розроблений з урахуванням A380; однак, навантаження двопалубного літака потребує трьох воріт з окремим реактивним мостом, щоб обслуговувати пасажирів першого класу та бізнес-класу на верхньому рівні, тому реконструкція включала додавання воріт 16X. 29 вересня 2014 р. на реконструйованих воротах з'явилося відкриття Qantas A380-спортивного пам'ятного ковбойського капелюха та бандани на логотипі був зображений Кенгуру. Qantas рейси 7 і 8 продовжують використовувати А380 і залишаються найдовші безпосадочні рейси в і з аеропорту Даллас.
Термінал D має 28 воріт: D5 (автобусні ворота), D6-D8, D10-D12, D14, D15-D16-D16X (A380-здатні ворота), D17-D18, D20-D25, D27-D31, D33-D34, і D36-D40.

### Термінал E
Термінал E, який спочатку називався термінал 4E, був зайнятий, перш за все, Delta Air Lines, поки Delta не закрила свій центр у 2005 році і залишила лише рейси до інших її вузлів. Delta закріпила термінал «Easy Street» і продавала цей термін пасажирам. Сьогодні термінал використовується усіма перевізниками на базі США в аеропорту, відмінному від Sun Country, а також авіаквитки Air Canada Express USCBP з Канади. Термінал Е був колишнім єдиним терміналом у DFW, в якому American Airlines не мали своїх авіаперельотів, проте це змінилося після їх злиття з US Airways, коли вони об'єднували ворота.
Термінал раніше мав митні засоби, які використовувалися, коли Delta керувала польотами до Франкфурта на початку 1990-х років, а Air France та Aeroméxico використовували службу DFW перед будівництвом міжнародного терміналу D. У 2000-х роках партнерські авіакомпанії SkyTeam: Continental та Northwest перейшли до воріт, що надежать Delta.
Термінал E з'єднаний з іншими терміналами через Skylink, але не має прохідного шляху до інших терміналів. Міжконфесійна каплиця розташована біля воріт E4, Delta Sky Club розташований біля воріт E11, а United Club між воротами E6 і E7.
Відновлення терміналу було завершено в серпні 2017 року.
Термінал E має 36 воріт: E2, E4-E18, E20-E21, E22-E30 (супутниковий термінал) та E31-E38.

#### Супутниковий термінал
Термінал Е відрізняється тим, що в нього є супутниковий термінал, з'єднаний підземним проїздом. Супутник відкритий у 1988 році для розміщення Delta. Пізніше використовувався провідниками Delta Connection, перш ніж був закритий, коли Delta закрила свій центр DFW у 2005 році. Це було недовго використано в 2009 році для розміщення федеральних робітників, які евакуювали Міжнародний аеропорт Новий Орлеан під час урагану Густав. Його було відремонтовано та відновлено в 2013 році для розміщення американських авіакомпаній US Airways та Spirit Airways, а термінал Е було відремонтовано.
У квітні 2018 року Аеропорт DFW та American Airlines оголосили про ремонт терміналу на суму 20 мільйонів доларів США, перетворення 9 існуючих магістральних воріт на 15 регіональних воріт, а також оновлення внутрішніх споруд, таких як ліфти, ескалатори та рухомі доріжки. American Airlines планують завершити ремонт і бути повністю переміщені в термінал навесні 2019 року.

### Термінал F (майбутній)
Шостий термінал, відомий як Термінал F, буде розташований безпосередньо на південь від терміналу D та через International Parkway з терміналу E на автостоянці Express South. Skylink був спроектований і побудований для розміщення терміналу F, оскільки слід слідує за приблизно напівкруглим шляхом на стоянці, подібному до його шляху через інші термінали, замість того, щоб бігти по прямій лінії між терміналами D та E; з прямими ділянками, які достатньо довгі, щоб дозволити платформу станцій. Керівник аеропорту DFW Шон Донхоу сказав, що термінал F «, швидше за все, буде в нашому майбутньому», оскільки аеропорт прогнозує «обслуговувати майже 70 мільйонів клієнтів щорічно до кінця десятиліття з 60 мільйонів, які ми обслуговуємо сьогодні». Донхоу також заявив, що планування розпочнеться у 2015 році.

## Авіалінії та напрямки (травень 2018)

### Пасажирські
| Авіакомпанія             | Пункт призначення | Джерела |
| ------------------------ | --- | ------- |
| Aeroméxico Connect       | Мехіко | [ 69 ]  |
| Air Canada Express       | Монреаль-Трюдо, Торонто-Пірсон, Ванкувер | [ 70 ]  |
| Air France               | Сезонні: Париж-Шарль де Голль | [ 71 ]  |
| Alaska Airlines          | Портленд (Орегон), Сіетл/Такома | [ 72 ]  |
| American Airlines        | Альбукерке, Атланта, Аруба, Остін, Балтімор, Пекін-Столичний, Беліз, Богота, Бойсе, Бостон, Буенос-Айрес-Есейса, Баффало, Бербанк, Канкун, Чарлстон (Південна Кароліна), Шарлотт, Чикаго-О'Хара, Цинциннаті, Клівленд, Колорадо-Спрінгс, Колумбія (Південна Кароліна), Колумбус-Гленн, Косумель, Денвер, Де-Мон, Детройт, Ігл/Вейл, Ель-Пасо, Фаєттвілл/Бентонвілл, Форт-Лодердейл, Форт-Маєрс, Франкфурт, Фресно, Гранд-Кайман, Грінсборо, Грінвілл/Спартанбург, Гвадалахара, Гватемала, Гартфорд, Гонконг, Гонолулу, Х'юстон-Міжконтинентальний, Індіанаполіс, Джексон-Гол, Джексонвілл, Кахулуї, Канзас-Сіті, Ноксвілл, Лас-Вегас, Ліберія (Коста-Рика), Ліма, Літтл-Рок, Лондон-Гітроу, Лос-Анджелес, Льюїсвілл, Мадрид, Мемфіс, Мехіко, Маямі, Мідленд/Одесса, Мілвокі, Міннеаполіс/Сент-Пол, Монтего-Бей, Нешвілл, Новий Орлеан, Нью-Йорк-Кеннеді, Нью-Йорк-Ла-Гуардія, Ньюарк, Норфолк, Окленд, Оклахома-Сіті, Омаха, Онтаріо, Округ Орендж, Орландо, Палм-Спрінгс, Париж-Шарль де Голль, Пенсакола, Філадельфія, Фінікс-Скай-Гарбор, Піттсбург, Портленд (Орегон), Пуерто-Вальярта, Ралей/Дургам, Рино/Тахо, Ричмонд, Ротан, Сакраменто, Сент-Льюїс, Солт-Лейк-Сіті, Сан-Антоніо, Сан-Дієго, Сан-Франциско, Сан-Хосе (Каліфорнія), Сан-Хосе, Сан-Хосе-дель-Кабо, Сан-Хуан, Сан-Сальвадор, Сантьяго, Сан-Паулу-Гуарульюс, Саванна, Сіетл/Такома, Сеул-Інчхон, Шанхай-Пудун, Спокан, Тампа, Токіо-Наріта, Торонто-Пірсон, Таксон, Талса, Ванкувер, Вашингтон-Даллес, Вашингтон-Національний, Вест-Палм-Біч, Вічита Сезонні: Амстердам, Анкоридж, Бозмен, Дестін/Форт-Волтон-Біч, Дублін (починається з 6 червня 2019), Гранд-Репідс, Ганнісон/Крестед-Бутт, Гайден/Стімбот-Спрінгс, Істапа/Сіуатанехо, Кайла-Кона, Лаббок, Манагуа (закінчується 1 червня 2019), Монреаль-Трюдо, Монтроуз, Мюнхен (починається з 6 червня 2019), Нассау, Провіденсьялес, Пунта-Кана, Рейк'явік-Кеплавік, Рим-Ф'юмічіно, Сан-Педро-Сула (begins June 7, 2019), Санта-Барбара, Санто-Домінго-Лас-Амерікас (починається з 8 червня 2019), Сент-Кіттс (begins May 25, 2019), Тегусігальпа (починається з 6 червня 2019) | [ 78 ]  |
| American Eagle           | Ейбілін, Агуаскальєнтес, Альбукерке, Александрія (Луїзіана), Амарильйо, Огаста (Джорджія), Бейкерсфілд, Бетон-Роудж, Б'юмонт, Біллінгс, Бірмінгем (Алабама), Бісмарк, Блумінгтон/Нормал, Бойсе, Бозмен, Браунсвілл, Калгарі, Седар-Репідс/Айова-Сіті, Шампен/Урбана, Чарлстон (Південна Каліфорнія), Чаттануга, Шаєн, Чіхуахуа, Цинциннаті, Колледж-Стейшн, Колорадо-Спрінгс, Колумбія (Монтана), Корпус-Крісті, Дейтон, Дель-Ріо, Де-Мон, Дестін/Форт-Волтон-Біч, Дуранго (Колорадо), Дуранго (Мексика) (починається 6 червня 2019), Ель-Пасо,Евансвілл,Фарго,Фаєттвілл/Бентонвілл,Флагстафф,Форт-Сміт,Форт-Вейн,Гейнесвілл,Гарден-Сіті,Гранд-Айленд,Гранд-Джанкшн,Гранд-Репідс,Грінсборо,Грінвілл/Спартанбург,Галфпорт/Білоксі,Гарлінген,Гаррісбург (починається 6 червня 2019), Геттісберг/Лорел,Х'юстон-Гоббі,Х'юстон-Міжконтинентальний,Гантсвілл,Джексон (Массачусетс),Джексонвілл,Джексон-Гол,Джоплін,Канзас-Сіті,Кіллін/Форт-Гуд,Ноксвілл,Лафаєтт,Лейк-Чарльз,Ларедо,Ловтон,Леон/Дель-Бахіо,Лексінгтон,Літтл-Рок,Лонгв'ю,Люїсвілл,Лаббок,Медісон,Мангеттен (Канзас),Макеллен,Мемфіс,Меридіан (Массачусетс),Мідленд/Одесса,Міссула,Мобіл,Молін/Квад-Сітіс,Монро,Мотеррей,Монтгомері,Монтроуз,Морелья,Нешвілл,Новий Орлеан,Оахака,Оклахома-Сіті,Омаха,Панама (Флорида),Пенсакола,Піорія,Керетаро,Репід-Сіті,Росвелл,Сан-Анджело,Сан-Луїс-Обіспо,Сан-Луїс-Потосі,Санта-Барбара,Санта-Фе,Саванна, Шревпорт,Сью-Сіті,Сью-Фоллс,Саут-Бенд,Спрінгфілд (Іллінойс),Спрінгфілд/Бренсон,Стіллвотер,Сент-Льюїс,Таллахассі,Тесаркана,Торонто-Пірсон,Торріон/Гомес-Паласьйо,Трі-Сітіс (Теннесі) (починається 4 вересня 2019), Талса, Тайлер, Вако, Вічита, Вічита-Фолс, Вілмінгтон (Північна Кароліна), Юма, Сакатекас Сезонні: Ешвілл, Аспен, Ігл/Вейл, Флагстафф, Істапа/Сіуатанехо, Каліспелл (починається 6 червня 2019), Кей-Вест, Масатлан, Монтерей (Каліфорнія), Монреаль-Трюдо, Міртл-Біч, Ричмонд, Санта-Роза (починається 6 червня 2019), Сарасота, Треверс-Сіті | [ 78 ]  |
| Avianca El Salvador      | Сан-Сальвадор | [ 81 ]  |
| Boutique Air             | Карлсбад (Нью-Мексико), Кловіс (Нью-Мексико), Грінвілл (Массачусетс), Вікторія (Техас) | [ 82 ]  |
| British Airways          | Лондон-Хітроу | [ 83 ]  |
| Delta Air Lines          | Атланта, Детройт, Лос-Анджелес, Міннеаполіс/Сент-Пол, Нью-Йорк-Ла-Гуардія, Солт-Лейк-Сіті | [ 84 ]  |
| Delta Connection         | Цинциннаті, Детройт, Лос-Анджелем, Міннеаполіс/Сент-Пол, Нью-Йорк-Кеннеді | [ 84 ]  |
| Emirates                 | Дубай-Міжнародний | [ 85 ]  |
| Frontier Airlines        | Денвер, Лас-Вегас, Орландо Сезонні: Бренсон, Цинциннаті, Філадельфія | [ 86 ]  |
| Interjet                 | Мехіко | [ 87 ]  |
| Japan Airlines           | Токіо-Наріта | [ 88 ]  |
| JetBlue Airways          | Бостон | [ 89 ]  |
| Korean Air               | Сеул-Інчхон | [ 90 ]  |
| Lufthansa                | Франкфурт | [ 91 ]  |
| Qantas                   | Сідней | [ 92 ]  |
| Qatar Airways            | Доха | [ 93 ]  |
| Southern Airways Express | Ель-Дорадо (Арканзас), Гаррісон (Арканзас), Хот-Спрінгс | [ 94 ]  |
| Spirit Airlines          | Атланта, Балтімор, Канкун, Чикаго-О'Хара, Денвер, Детройт, Форт-Лодердейл, Лас-Вегас, Лос-Анджелес, Міннеаполіс/Сент-Пол, Новий Орлеан, Нью-Йорк-Ла-Гуардія, Орландо, Філадельфія, Фінікс-Скай-Гарбор, Сіетл/Такома, Тампа Сезонні: Бостон, Клівленд, Міртл-Біч, Сан-Хосе-дель-Кабо | [ 95 ]  |
| Sun Country Airlines     | Лас-Вегас Сезонні: Канкун, Косумель, Міннеаполіс/Сент-Пол, Монтего-Бей (починається з 24 травня 2019), Фінікс-Скай-Гарбор, Пуерто-Вальярта, Пунта-Кана, Сент-Кіттс (begins May 25, 2019), Тампа | [ 97 ]  |
| United Airlines          | Чикаго-О'Хара, Денвер, Х'юстон-Міжконтинентальний, Ньюарк, Сан-Франциско, Вашингтон-Даллес | [ 98 ]  |
| United Express           | Чикаго-О'Хара, Денвер, Х1юстон-Міжконтинентальний, Ньюарк, Сан-Франциско, Вашингтон-Даллес | [ 98 ]  |
| Volaris                  | Дуранго (Мексика) (починається з 15 червня 2019), Гвадалахара | [ 100 ] |

### Вантажні

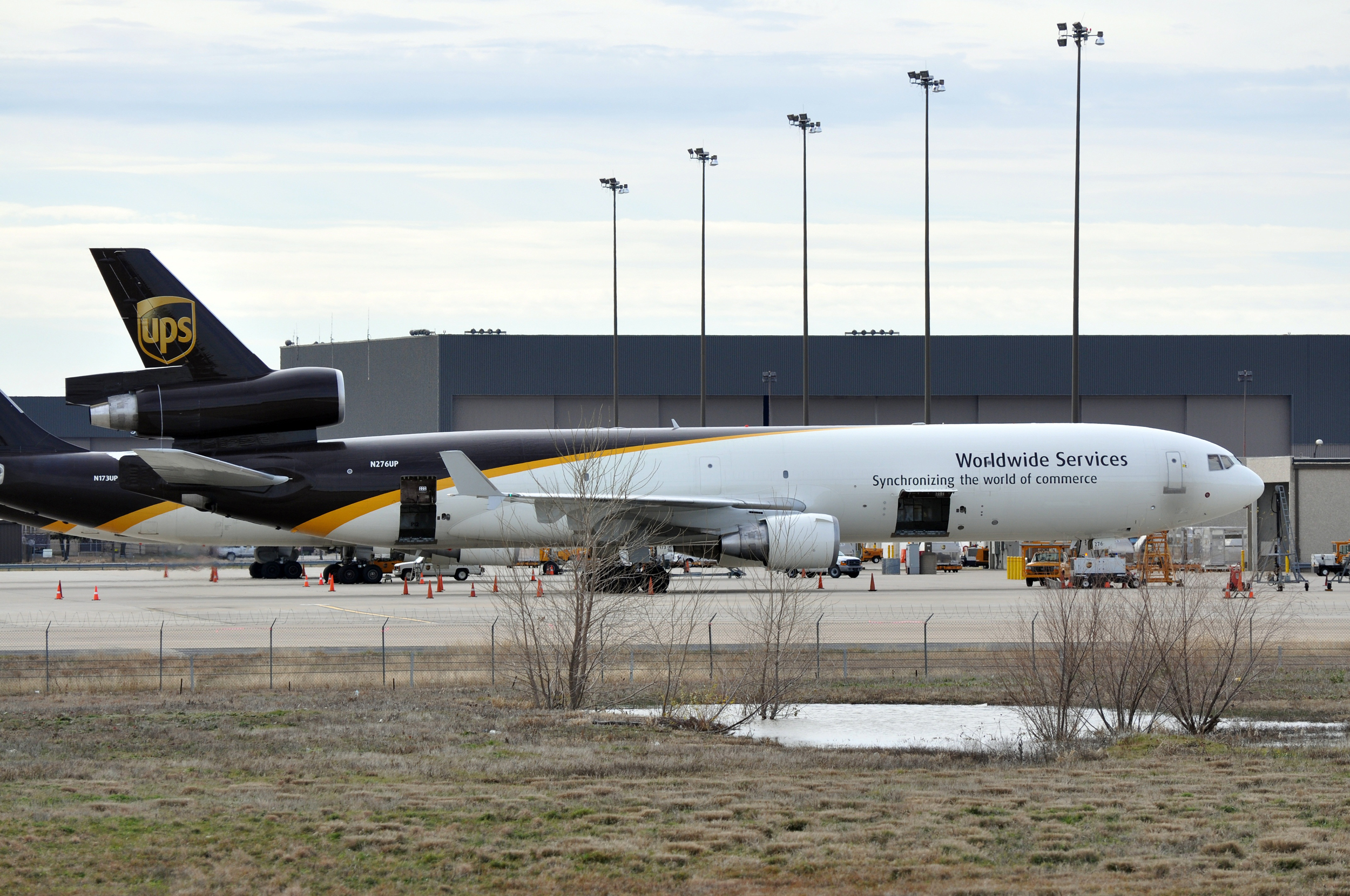
Літак UPS Airlines McDonnell Douglas MD-11F вантажиться в терміналі

Літак UPS Airlines Boeing 747-200F приземляється

| Авіакомпанія             | Пункт призначення |
| ------------------------ | --- |
| AirBridgeCargo           | Амстердам, Чикаго-О'Хара, Франкфурт, Лос-Анджелес, Москва-Шереметьєво |
| Air China Cargo          | Анкоридж, Пекін-Столичний, Нью-Йорк-Кеннеді, Шанхай-Пудун |
| Amazon Air               | Еллентаун/Бетлегем, Цинциннаті, Онтаріо, Сакраменто, Тампа |
| Ameriflight              | Амарильйо, Браунвуд, Цинциннаті, Клінтон (Оклахома), Лаббок, Нешвілл, Оклахома-Сіті, Пампа, Фінікс-Скай-Гарбор, Сан-Анджело, Сан-Антоніо, Смірна (Теннессі), Талса, Вако, Вічита, Вічита-Фолс |
| Asiana Airlines          | Атланта, Чикаго-О'Хара, Сіетл/Такома |
| ASL Airlines Belgium     | Атланта, Льєж |
| Cargojet Airways         | Гамільтон, Мехіко, Торонто-Пірсон |
| Cargolux                 | Чикаго-О'Хара, Х'юстон-Міжконтинентальний, Лос-Анджелес, Мехіко |
| Cargolux Italia          | Мілан-Мальпенса |
| Cathay Pacific           | Анкоридж, Атланта, Х'юстон-Міжконтинентальний, Лос-Анджелес |
| China Airlines           | Анкоридж, Атланта, Чикаго-О'Хара, Шанхай-Пудун, Тайбей-Таоюань |
| DHL Aviation             | Цинциннаті, Ель-Пасо, Гонконг, Лос-Анджелес |
| Empire Airlines          | Лаббок |
| EVA Air                  | Анкоридж, Атланта, Чикаго-О'Хара, Лос-Анджелес, Сіетл/Такома, Тайбей-Таоюань |
| FedEx Express            | Форт-Лодердейл, Індіанаполіс, Лос-Анджелес, Мемфіс, Фінікс-Скай-Гарбор, Сіетл/Такома |
| Korean Air               | Анкоридж, Атланта |
| Lufthansa Cargo          | Франкфурт, Гвадалахара, Мехіко |
| Martinaire               | Абілін, Еддісон, Лаббок, Оклахома-Сіті, Палестін, Шревпорт, Тайлер |
| Nippon Cargo Airlines    | Анкоридж, Чикаго-О'Хара, Токіо-Наріта |
| Qantas Freight           | Пекін-Столичний, Чунцін |
| Qatar Airways            | Доха, Атланта, Льєж, Люксембург |
| Singapore Airlines Cargo | Анкоридж, Брюссель, Чикаго-О'Хара, Цинциннаті, Лос-Анджелес, Сіетл/Такома |
| UPS Airlines             | Альбукерке, Атланта, Остін, Бостон, Чикаго-О'Хара, Чикаго/Рокфорд, Колумбія (Південна Кароліна), Ель-Пасо, Х'юстон-Міжконтинентальний, Куала-Лумпур-Міжнародний, Лос-Анджелес, Льюїсвілл, Маямі, Ньюарк, Окленд, Онтаріо, Орландо, Фінікс-Скай-Гарбор, Портленд (орегон), Сан-Антоніо, Сан-Бернардіно, Сан-Хосе (Каліфорнія), Спокен, Тампа Сезонні: Гартфорд, Гонолулу, Ноксвілл, Міннеаполіс/Сент-Пол, Філадельфія |

## Статистика

### Найпопулярніші пункти призначення
| Місце | Аеропорт                      | Пасажирообіг | Перевізники                        |
| ----- | ----------------------------- | ------------ | ---------------------------------- |
| 1     | Лос-Анджелес, Каліфорнія      | 1,147,960    | American, Delta, Spirit, United    |
| 2     | Чикаго-О'Хара, Іллійнойс      | 1,085,860    | American, Spirit, United           |
| 3     | Атланта, Джорджія             | 889,840      | American, Delta, Spirit            |
| 4     | Денвер, Колорадо              | 791,290      | American, Frontier, Spirit, United |
| 5     | Нью-Йорк-Ла-Гуардія, Нью-Йорк | 774,950      | American, Delta, Spirit            |
| 6     | Лас-Вегас, Невада             | 749,830      | American, Spirit                   |
| 7     | Фінікс, Аризона               | 665,030      | American, Spirit                   |
| 9     | Сіетл/Такома, Вашингтон       | 637,210      | American, United                   |
| 10    | Орландо, Флорида              | 634,380      | American, Spirit                   |
| 8     | Маямі, Флорида                | 615,080      | American, United                   |

| Місце | Аеропорт           | Пасажирообіг | Зміна (2013—2014) | Перевізник                                |
| ----- | ------------------ | ------------ | ----------------- | ----------------------------------------- |
| 1     | Канкун             | 682,977      | ▼06.7 %           | Aeromexico, American, Spirit, Sun Country |
| 2     | Лондон-Хітроу      | 655,590      | ▲02.8 %           | American, British Airways                 |
| 3     | Мехіко             | 476,167      | ▲09.9 %           | Aeromexico, American                      |
| 4     | Токіо-Наріта       | 305,321      | ▲06.4 %           | American                                  |
| 5     | Франкфурт-на-Майні | 269,442      | ▲03.8 %           | American, Lufthansa                       |
| 6     | Монтеррей          | 246,804      | ▼00.3 %           | American                                  |
| 7     | Сеул-Інчхон        | 245,514      | ▲019.1 %          | American, Korean Air                      |
| 8     | Сан-Хосе-дель-Кабо | 240,412      | ▲01.9 %           | American, Spirit                          |
| 9     | Торонто-Пірсон     | 221,385      | ▲07.6 %           | Air Canada, American                      |
| 10    | Ванкувер           | 200,460      | ▲08.2 %           | American                                  |

### Частка ринку авіакомпаній
| Місце | Авіакомпанія      | Пасажирообіг | Частка  |
| ----- | ----------------- | ------------ | ------- |
| 1     | American Airlines | 39,261,000   | 68.32 % |
| 2     | Envoy Air         | 4,517,000    | 7.86 %  |
| 3     | Mesa Airlines     | 4,200,000    | 7.31 %  |
| 4     | Spirit Airlines   | 2,740,000    | 4.77 %  |
| 5     | Delta Air Lines   | 1,628,000    | 2.83 %  |

### Щорічний трафік
| Рік  | Пасажирообіг |  | Рік  | Пасажирообіг |  | Рік  | Пасажирообіг |  | Рік  | Пасажирообіг |  | Рік  | Пасажирообіг |
| ---- | ------------ |  | ---- | ------------ |  | ---- | ------------ |  | ---- | ------------ |  | ---- | ------------ |
| 1974 | 7,091,159    |  | 1984 | 32,231,758   |  | 1994 | 52,642,225   |  | 2004 | 59,446,078   |  | 2014 | 63,522,823   |
| 1975 | 7,293,265    |  | 1985 | 37,486,864   |  | 1995 | 56,490,845   |  | 2005 | 59,176,265   |  | 2015 | 65,512,163   |
| 1976 | 7,986,004    |  | 1986 | 43,406,078   |  | 1996 | 58,034,503   |  | 2006 | 60,226,829   |  | 2016 | 65,670,697   |
| 1977 | 8,594,004    |  | 1987 | 41,976,452   |  | 1997 | 60,488,713   |  | 2007 | 59,786,476   |  | 2017 | 67,092,194   |
| 1978 | 13,015,249   |  | 1988 | 44,230,889   |  | 1998 | 60,313,000   |  | 2008 | 57,093,187   |  | 2018 | 69,112,607   |
| 1979 | 14,221,299   |  | 1989 | 47,579,823   |  | 1999 | 60,112,998   |  | 2009 | 56,030,457   |  |      |              |
| 1980 | 11,378,154   |  | 1990 | 48,515,464   |  | 2000 | 60,687,181   |  | 2010 | 56,905,600   |  |      |              |
| 1981 | 24,390,674   |  | 1991 | 48,174,344   |  | 2001 | 55,141,763   |  | 2011 | 57,806,918   |  |      |              |
| 1982 | 24,699,184   |  | 1992 | 51,987,267   |  | 2002 | 52,829,750   |  | 2012 | 58,590,633   |  |      |              |
| 1983 | 26,501,498   |  | 1993 | 49,654,730   |  | 2003 | 53,252,205   |  | 2013 | 60,436,739   |  |      |              |

### Статистика вантажоперевезень
Через Міжнародний аеропорт Даллас/Форт-Верт проходить 60% усіх вантажних авіаперевезень штату Техас.
Азійські та європейські перевезення становлять близько 75% усіх вантадоперевезень аеропорту.
Нещодвано Air Cargo World присвоїла аеропорту звання "Найкращого вантажного аеропорту світу".
Статистика вантажоперевезень за частинами світу
- Азія 48 %
- Європа 34 %
- Латинська Америка 9 %
- Близький Схід 3 %
- Індійський субконтинент 2 %
- Океанія 2 %
- Африка 1 %
- Інші країни 1 %

## У культурі
У Сам удома, Кейт Маккаллістер подорожує через Даллас/Форт-Верт із Парижа на своєму шляху до Чикаго.
У пісні Девіда Безана «Не відпусти», Даллас/Форт-Верт згадується як його місце призначення.

## Аварії та інциденти
- 2 серпня 1985: Політ Delta Air Lines 191, Lockheed L-1011 виконуючи переліт Форт-Лодердейл - Даллас/Форт-Верт - Лос-Анджелес, розбився біля північного кінця злітно-посадкової смуги 17R (зараз 17C) після того, як зіткнувся з суворим мікропоривом на кінцевому підході; внаслідок аварії загинуло 8 з 11 членів екіпажу, 128 з 152 пасажирів на борту і одна людина на землі.
- 24 березня 1987: льотчик Metroflight Convair CV-580, реєстраційний номер N73107, що працює в American Eagle Airlines на рейсі, що прямує до Лонгв'ю, втрачає контроль під час зльоту. Ліве крило і пропелер вдарили по злітно-посадковій смузі, а носовий шасі зруйнувалося, коли літак з'їхав зі злітно-посадкової смуги на сусідню рульову доріжку; 8 пасажирів та 3 члени екіпажу на борту авіалайнера зазнали незначних поранень або взагалі обійшлися без травм. Аварія була пов'язана з рішенням пілота ігнорувати інформацію про вітер і летіти в погодних умовах, які перевищували номінальні можливості літака; «надмірна впевненість пілота в особистих здібностях» була вказана як основна причина аварії.[111][112]
- 21 травня 1988: American Airlines McDonnell Douglas DC-10-30, реєстраційний номер N136AA, працює як AA Flight 70 прямує до Франкфурта, перекрито злітно-посадкову смугу 35L після автоматичних попереджувальних сигналів, які спонукали льотний екіпаж спробувати злетіти; джетлайнер продовжував прискорюватися протягом декількох секунд перед тим як уповільнюватися, та не зупинився і проїхав 335 метрів повз поріг злітно-посадкової смуги, зламавши носові шасі. 2 слени екіпажу були серйозно поранені, а решта 12 членів екіпажу та 240 пасажирів не зазнали серйозних поранень; літак був серйозно пошкоджений і списаний. Слідчі приписували перевищення недоліку в стандартах проектування, які використовувалися при побудові DC-10; не було ніякої вимоги перевірити, чи частково зношені (на відміну від абсолютно нових) гальмівні колодки були здатні зупинити літак під час відхиленого зльоту.[113][114]
- 31 серпня 1988: Рейс 1141 авіакомпанії Delta Air Lines, Boeing 727, що прямував до міжнародного аеропорту Солт-Лейк-Сіті, зазнав аварії після зльоту з аеропорту Даллас/Форт-Верт, убивши 2 із 7 членів екіпажу і 12 зі 101 пасажира на борту.
- 14 квітня 1993 року: Пілот літака 102 авіакомпанії American Airlines, McDonnell Douglas DC-10-30, реєстраційний номер N139AA, втратив контроль під час посадки в дощових умовах і змусив реактивний лайнер вилетіти зі злітно-посадкової смуги 17L після прибуття з Гонолулу, Гаваї. Літак загруз у глибокому бруді вздовж злітно-посадкової смуги, змалавши носові шасі і відірвавши лівий двигун і більшу частину лівого крила. Пожежа в лівому крилі швидко була погашена пожежниками, які прибули майже відразу з сусідньої пожежної станції DFW/DPS. 2 пасажири зазнали серйозних травм під час використання евакуаційних гірок для того, щоб утекти по стрімко нахиленому фюзеляжі; решта 187 пасажирів і всі 13 екіпажів евакуювалися у відносній безпеці, але літак було списано.[115][116][117]
- 23 травня 2001: Правий головний шасі American Airlines Fokker 100, реєстраційний номер N1419D, який виконує функцію AA Flight 1107, обрушився на посадці на злітно-посадковій смузі 17C після регулярного рейсу з міжнародного аеропорту Шарлотт-Дуглас. Пілот зміг утримати й зупинити літак на злітно-посадковій смузі. Інцидент був пов'язаний зі втомою металу, викликаною дефектом виробництва у зовнішньому циліндрі правого головного шасі; не було серйозних травм серед 88 пасажирів та 4 членів екіпажу, але літак був списаний.[118][119]